# Giro di Norvegia 2025
Il Giro di Norvegia 2025, quattordicesima edizione della corsa e valevole come ventisettesima prova dell'UCI ProSeries 2025 categoria 2.Pro, si svolse in quattro tappe, dal 29 maggio al 1º giugno 2025, su un percorso di 658,2 km, con partenza da Sola e arrivo a Stavanger, in Norvegia. La vittoria fu appannaggio del britannico Matthew Brennan, il quale completò il percorso in 15h32'22", alla media di 42,368 km/h, precedendo il monegasco Victor Langellotti e lo svizzero Jan Christen.
Sul traguardo di Stavanger 88 ciclisti, dei 102 partiti da Sola, portarono a termine la competizione.

## Tappe
| Tappa  | Data      | Percorso              | km    | Vincitore di tappa | Leader cl. generale |
| ------ | --------- | --------------------- | ----- | ------------------ | ------------------- |
| 1ª     | 29 maggio | Sola > Sola           | 179,2 | Storm Ingebrigtsen | Storm Ingebrigtsen  |
| 2ª     | 30 maggio | Egersund > Oltedal    | 208,1 | Matthew Brennan    | Matthew Brennan     |
| 3ª     | 31 maggio | Jørpeland > Heia      | 140,9 | Maxim Van Gils     | Matthew Brennan     |
| 4ª     | 1º giugno | Stavanger > Stavanger | 130,0 | Matthew Brennan    | Matthew Brennan     |
| Totale | Totale    | Totale                | 658,2 |                    |                     |

## Squadre e corridori partecipanti
| N.    | Cod. | Squadra                 |
| ----- | ---- | ----------------------- |
| 1-6   | IGD  | Ineos Grenadiers        |
| 11-16 | ADC  | Alpecin-Deceuninck      |
| 21-26 | IWA  | Intermarché-Wanty       |
| 31-36 | RBH  | Red Bull-Bora-Hansgrohe |
| 41-46 | TPP  | Team Picnic PostNL      |
| 51-56 | TVL  | Team Visma-Lease a Bike |
| 61-66 | UAD  | UAE Team Emirates XRG   |
| 71-76 | IPT  | Israel-Premier Tech     |
| 81-86 | LOT  | Lotto Cycling Team      |

| N.      | Cod. | Squadra                         |
| ------- | ---- | ------------------------------- |
| 91-96   | TFB  | Team Flanders-Baloise           |
| 101-106 | RKT  | Unibet Tietema Rockets          |
| 111-116 | UXM  | Uno-X Mobility                  |
| 121-126 | NOR  | Norvegia                        |
| 131-136 | LCT  | Lillehammer CK Continental Team |
| 141-146 | TCR  | Team Coop-Repsol                |
| 151-156 | PEC  | Project Echelon Racing          |
| 161-166 | TCQ  | Team Coloquick                  |

## Dettagli delle tappe

### 1ª tappa
- 29 maggio: Sola > Sola – 179,2 km

Risultati
| Pos. | Corridore          | Squadra | Tempo    |
| ---- | ------------------ | ------- | -------- |
| 1    | Storm Ingebrigtsen | Coop    | 4h06'57" |
| 2    | Matthew Brennan    | Visma   | a 3"     |
| 3    | Tibor Del Grosso   | Alpecin | s.t.     |

| Pos. | Corridore          | Squadra | Tempo    |
| ---- | ------------------ | ------- | -------- |
| 1    | Storm Ingebrigtsen | Coop    | 4h06'43" |
| 2    | Matthew Brennan    | Visma   | a 11"    |
| 3    | Tibor Del Grosso   | Alpecin | a 13"    |

### 2ª tappa
- 30 maggio: Egersund > Oltedal – 208,1 km

Risultati
| Pos. | Corridore          | Squadra  | Tempo    |
| ---- | ------------------ | -------- | -------- |
| 1    | Matthew Brennan    | Visma    | 5h09'12" |
| 2    | Maxim Van Gils     | Red Bull | s.t.     |
| 3    | Victor Langellotti | Ineos    | s.t.     |

| Pos. | Corridore          | Squadra | Tempo    |
| ---- | ------------------ | ------- | -------- |
| 1    | Matthew Brennan    | Visma   | 9h15'56" |
| 2    | Victor Langellotti | Ineos   | a 12"    |
| 3    | Tibor Del Grosso   | Alpecin | a 15"    |

### 3ª tappa
- 31 maggio: Jørpeland > Heia – 140,9 km

Risultati
| Pos. | Corridore          | Squadra  | Tempo    |
| ---- | ------------------ | -------- | -------- |
| 1    | Maxim Van Gils     | Red Bull | 3h23'17" |
| 2    | Matthew Brennan    | Visma    | s.t.     |
| 3    | Victor Langellotti | Ineos    | s.t.     |

| Pos. | Corridore          | Squadra | Tempo     |
| ---- | ------------------ | ------- | --------- |
| 1    | Matthew Brennan    | Visma   | 12h39'03" |
| 2    | Victor Langellotti | Ineos   | a 18"     |
| 3    | Jan Christen       | UAE     | a 29"     |

### 4ª tappa
- 1º giugno: Stavanger > Stavanger – 130,0 km

Risultati
| Pos. | Corridore          | Squadra | Tempo    |
| ---- | ------------------ | ------- | -------- |
| 1    | Matthew Brennan    | Visma   | 2h53'29" |
| 2    | Alexander Kristoff | Uno-X   | s.t.     |
| 3    | Tobias Andresen    | Picnic  | s.t.     |

| Pos. | Corridore          | Squadra | Tempo     |
| ---- | ------------------ | ------- | --------- |
| 1    | Matthew Brennan    | Visma   | 15h32'22" |
| 2    | Victor Langellotti | Ineos   | a 28"     |
| 3    | Jan Christen       | UAE     | a 39"     |

## Evoluzione delle classifiche
| Tappa              | Vincitore          | Classifica a generale Maglia arancione | Classifica a punti Maglia blu | Classifica scalatori Maglia a pois | Classifica giovani Maglia bianca | Classifica a squadre    |
| ------------------ | ------------------ | -------------------------------------- | ----------------------------- | ---------------------------------- | -------------------------------- | ----------------------- |
| 1ª                 | Storm Ingebrigtsen | Storm Ingebrigtsen                     | Storm Ingebrigtsen            | Storm Ingebrigtsen                 | Storm Ingebrigtsen               | Team Coop-Repsol        |
| 2ª                 | Matthew Brennan    | Matthew Brennan                        | Matthew Brennan               | Emil Toudal                        | Matthew Brennan                  | Team Visma-Lease a Bike |
| 3ª                 | Maxim Van Gils     | Matthew Brennan                        | Matthew Brennan               | Joshua Gudnitz                     | Matthew Brennan                  | Team Visma-Lease a Bike |
| 4ª                 | Matthew Brennan    | Matthew Brennan                        | Matthew Brennan               | Emil Toudal                        | Matthew Brennan                  | Team Visma-Lease a Bike |
| Classifiche finali | Classifiche finali | Matthew Brennan                        | Matthew Brennan               | Emil Toudal                        | Matthew Brennan                  | Team Visma-Lease a Bike |

Maglie indossate da altri ciclisti in caso di due o più maglie vinte
- Nella 2ª tappa Joshua Gudnitz ha indossato la maglia a pois al posto di Storm Ingebrigtsen, Matthew Brennan ha indossato la maglia blu al posto di Storm Ingebrigtsen e Tibor Del Grosso ha indossato la maglia bianca al posto di Storm Ingebrigtsen e Matthew Brennan.
- Nella 3ª tappa Storm Ingebrigtsen ha indossato la maglia blu al posto di Matthew Brennan e Tibor Del Grosso ha indossato la maglia bianca al posto di Matthew Brennan.
- Nella 4ª tappa Tibor Del Grosso ha indossato la maglia blu al posto di Matthew Brennan e Jan Christen ha indossato la maglia bianca al posto di Matthew Brennan.

## Classifiche finali

### Classifica generale - Maglia arancione
| Pos. | Corridore          | Squadra     | Tempo     |
| ---- | ------------------ | ----------- | --------- |
| 1    | Matthew Brennan    | Visma       | 15h32'22" |
| 2    | Victor Langellotti | Ineos       | a 28"     |
| 3    | Jan Christen       | UAE         | a 39"     |
| 4    | T. Lund Andresen   | Picnic      | a 43"     |
| 5    | Tibor Del Grosso   | Alpecin     | s.t.      |
| 6    | Huub Artz          | Intermarché | a 44"     |
| 7    | Ådne Holter        | Uno-X       | a 46"     |
| 8    | Jonas Geens        | Flanders    | a 55"     |
| 9    | Fredrik Dversnes   | Uno-X       | a 1'00"   |
| 10   | V. Van Hemelen     | Flanders    | s.t.      |

### Classifica a punti - Maglia blu
| Pos. | Corridore          | Squadra | Punti |
| ---- | ------------------ | ------- | ----- |
| 1    | Matthew Brennan    | Visma   | 84    |
| 2    | T. Lund Andresen   | Picnic  | 51    |
| 3    | Tibor Del Grosso   | Alpecin | 51    |
| 4    | Alexander Kristoff | Uno-X   | 38    |
| 5    | Storm Ingebrigtsen | Coop    | 33    |

### Classifica scalatori - Maglia a pois
| Pos. | Corridore          | Squadra     | Punti |
| ---- | ------------------ | ----------- | ----- |
| 1    | Emil Toudal        | Coloquick   | 35    |
| 2    | Joshua Gudnitz     | Coloquick   | 21    |
| 3    | Brage Aulstad      | Lillehammer | 12    |
| 4    | Kasper Haugland    | Norvegia    | 12    |
| 5    | Storm Ingebrigtsen | Coop        | 10    |

### Classifica giovani - Maglia bianca
| Pos. | Corridore        | Squadra | Tempo     |
| ---- | ---------------- | ------- | --------- |
| 1    | Matthew Brennan  | Visma   | 15h32'22" |
| 2    | Jan Christen     | UAE     | a 39"     |
| 3    | Tibor Del Grosso | Alpecin | a 43"     |
| 4    | Bjorn Koerdt     | Picnic  | a 1'12"   |
| 5    | Jørgen Nordhagen | Visma   | a 1'20"   |

### Classifica a squadre
| Pos. | Squadra                 | Tempo     |
| ---- | ----------------------- | --------- |
| 1    | Team Visma-Lease a Bike | 46h40'02" |
| 2    | Team Flanders-Baloise   | a 1'15"   |
| 3    | Team Picnic PostNL      | a 1'23"   |
| 4    | Uno-X Mobility          | a 3'25"   |
| 5    | UAE Team Emirates XRG   | s.t.      |